# Ricerca scientifica

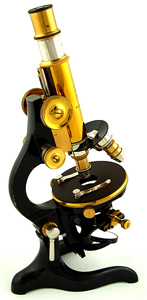
Il microscopio ottico, simbolo della ricerca scientifica.

La ricerca scientifica è un'attività condotta da scienziati, ricercatori o altri studiosi avente lo scopo di scoprire, interpretare e revisionare fatti, eventi, per poi trascriverli. Comportamenti e teorie relative a qualunque ambito della conoscenza e dell'esperienza umana (sebbene il senso comune tenda a restringerla all'ambito della natura), usando metodi intersoggettivi e condivisi, cioè basati sul metodo scientifico.
Si tratta della metodologia usata per accrescere la conoscenza all'interno della scienza ed è ritenuta, non solo in ambito economico, uno dei fattori chiave per la crescita e lo sviluppo della società nel medio-lungo periodo in virtù della sua potenziale capacità di fornire innovazione attraverso l'applicazione tecnologica e organizzata delle scoperte scientifiche, favorendo così il progresso della società noto come progresso tecnico e scientifico. 
La ricerca scientifica, specie se di base, è portata avanti dalla comunità scientifica secondo sue proprie metodologie di valutazione della ricerca: i risultati vengono tipicamente pubblicati su apposite riviste scientifiche dopo attenta revisione paritaria da parte di specialisti del settore. Inoltre tali risultati vengono a volte fatti conoscere al pubblico tramite delle figure professionali, detti divulgatori scientifici, che occupano un ruolo chiave nella divulgazione scientifica.
In un senso più generale, il termine "ricerca" viene usato anche per indicare la raccolta di informazioni su un determinato soggetto.

## Ricerca di base
La ricerca di base, conosciuta anche come ricerca pura o fondamentale, ha come obiettivo primario l'avanzamento della conoscenza e la comprensione teorica delle relazioni tra le diverse variabili in gioco in un determinato processo. È esplorativa e può essere indotta dalla curiosità, dall'interesse e dall'intuito del ricercatore. Viene condotta senza un particolare scopo pratico previsto, anche se i suoi risultati possono avere ricadute applicative inaspettate. L'espressione "di base" indica che, attraverso la generazione di nuove teorie, la ricerca di base fornisce le fondamenta per ulteriori ricerche con ricadute applicative nel medio-lungo termine. Spesso la ricerca di base si fa a partire dalla conoscenza dello Stato dell'arte nel relativo campo di indagine, ossia il più alto livello di conoscenza raggiunto fino a quel momento. 
Talora, la ricerca di base viene penalizzata dall'investitore privato, per gli elevati costi di avvio, i tempi e l'incertezza di sviluppi commerciali e industriali con una remunerazione adeguata del capitale di rischio. Spesso la ricerca di base ha applicazioni a distanza di anni, a volte anche di decenni, o per sua natura può non portare ad alcuna applicazione.
Esistono forme di partenariato pubblico-privato, a fronte delle quali l'investitore rischia una quota di capitale "a fondo perduto" per la ricerca di base, in cambio di un diritto di opzione su eventuali esiti di questa ricerca ritenuti interessanti. L'investitore acquisisce la proprietà intellettuale, e l'obbligo di contrarre col soggetto pubblico ulteriori impegni di denaro e condizioni per la conclusione della ricerca di base, e il successivo sviluppo industriale.

## Ricerca applicata
La ricerca applicata è svolta allo scopo di trovare soluzioni pratiche e specifiche. Il suo obiettivo primario non è l'avanzamento della conoscenza teorica, bensì lo sfruttamento della conoscenza teorica già acquisita a fini pratici cioè essenzialmente per lo sviluppo in ambito tecnico della relativa tecnologia. È generalmente di tipo descrittivo e basata su precedenti ricerche di base. Solitamente viene eseguita in ambiente industriale oppure in università con finanziamenti provenienti da industrie interessate. Spesso il confine tra ricerca di base e ricerca applicata non è così netto e il criterio per classificare una determinata ricerca è piuttosto definito dal presunto intervallo di tempo in cui la ricerca si dovrà sviluppare prima di portare a ricadute applicative..
Dewey si sofferma sul problema tra scienza pura e scienza applicata. Il suo ragionamento può essere sintetizzato così:
1. le conoscenze e le idee sono il risultato di un metodo che è stato seguito in modo intelligente dagli uomini che hanno interagito con l'ambiente;
2. la scienza in senso tecnico è una elaborazione formalizzata di operazioni quotidiane. Il suo significato può essere compreso solo tenendo presente la sua relazione con atteggiamenti e procedimenti che possono essere usati da tutte le persone nate con la capacità di agire in modo intelligente.
3. Il senso comune comprende sia atteggiamenti scientifici sia atteggiamenti non scientifici.

## Ricerca teorica e sperimentale
In taluni ambiti come quello delle scienze dure come la fisica e le scienze della terra si assiste alla differenziazione tra ricerca teorica, che si occupa di sviluppare modelli teorico-interpretativi (es. modelli matematici o modelli fisici) di fenomeni fisici sotto forma di teorie fisiche (es. fisica teorica) e ricerca sperimentale che mira all'osservazione dei fenomeni fisici naturali che verranno interpretati dal filone teorico oppure alla conferma sperimentale di teorie fisiche precedentemente formulate (es. fisica delle particelle).

## Ricerca clinica
La ricerca clinica è una procedura sperimentale in ambito sanitario e farmaceutico, avente per oggetto di studio il paziente e per obiettivo la conferma della validità di interventi medici volti a migliorare la risposta terapeutica.

## Sviluppo precompetitivo
Per sviluppo precompetitivo si intendono le attività dirette alla progettazione, sperimentazione, sviluppo e preindustrializzazione di nuovi prodotti, processi o servizi ovvero di modifiche sostanziali a prodotti, linee di produzione e processi produttivi, che comportino sensibili miglioramenti delle tecnologie esistenti.
Tali attività si concretizzeranno nella realizzazione di progetti pilota e dimostrativi nonché di prototipi non commercializzabili e non comprendono modifiche di routine o modifiche periodiche apportate a prodotti, linee di produzione, processi di fabbricazione, servizi esistenti, anche se tali modifiche possono rappresentare miglioramenti, nonché rassegne dello stato dell'arte e redazioni sui criteri di valutazione tecnologica.
Negli enti di ricerca sono presenti degli uffici che si occupano di valorizzazione in chiave economica dei risultati della ricerca scientifica e tecnologica.

## Luoghi di ricerca e valutazione
Tipicamente luoghi di ricerca scientifica in tutti i campi sono le università, gli enti pubblici preposti (ad esempio in Italia CNR, ENEA, INFN, INAF, in passato CSELT, ecc..), i laboratori pubblici e privati o centri di ricerca. Centrale è la figura del ricercatore cui si accede eventualmente dopo il conseguimento del dottorato di ricerca. Tutta la ricerca scientifica prodotta al mondo è sottoposta a procedure di valutazione all'interno della comunità scientifica, tipicamente attraverso processi di revisione paritaria e successiva eventuale pubblicazione su riviste specializzate di settore.

## Frode scientifica[5]
La ricerca scientifica oltre a dover far fronte al problema della crisi della replicazione, deve far fronte al fenomeno della frode scientifica, dove gli studi posso presentare esclusioni arbitrarie di dati che deviano dalla media, cucinare le ricerche su dati selezionati per ottenere i risultati voluti, asserzioni su osservazioni mai effettuate, argomentazioni erronee per distorcere i fatti, pubblicazioni multiple degli stessi risultati.

Esistono vari sistemi di controllo e verifica, ma anche in questo caso non è garantito che si riesca a rilevare eventuali frodi o errori.
Per questo nel 2023 si cerca d'incentivare l'etica della ricerca, alla formazione specifica nei confronti delle nuove figure professionali, inoltre in futuro anche un uso appropriato dell'intelligenza artificiale (come strumento per la protezione dell'integrità della conoscenza).

Nel frattempo sempre nel 2023 sono stati ritirati molti articoli scientifici anche dopo aver rilevato una rete di revisori ed editori che manipolavano il processo di revisione.
Altro fattore di discussione è come la qualità delle pubblicazioni risulta meno importante della quantità, aggravato dal fatto che tali frodi risultano pressoché ininfluenti sulla reputazione dei colpevoli.
Il tutto contornato dal fatto che a nessuno conviene eseguire i controlli e verifiche del caso in quanto risultano estremamente complessa, lunga e costosa, in quanto sono tutti incentivati a fare ricerca e disincentivati a questionare sulla ricerca del proprio istituto.

## Scienza patologica
Questi non sono casi di frode totale, ma di pregiudizi inconsci che vanno ad alterare l'esito o conclusione degli studi, i quali potrebbero tranquillamente fornire dati corretti, ma che vengono travisati nel loro significato.

Sono casi in cui si hanno campioni di piccole dimensioni (oppure effetti altrimenti difficili da misurare) e un risultato potenzialmente rivoluzionario (che può conferire un importante crescita professionale) che mandano in confusione i principali scienziati.

Quando lo scienziato fautore dello studio interpreta erroneamente una piccola quantità di dati come una scoperta tale da poter cambiare paradigma, ed una volta entrato in quella mentalità, lo scienziato vede tutte le informazioni successive attraverso la stessa lente viziata.

Queste interpretazioni erronee generalmente vengono confutate con il normale ripetersi delle sperimentazioni da parte di scienziati terzi i quali non riescono a replicare i risultati.

Un esempio che possa esplicare il fenomeno è il caso della poliacqua, dove “I dati erano giusti, ma la nostra interpretazione era sbagliata”, anche a causa degli artefatti causati da difetti negli esperimenti di questi scienziati e frutto della loro immaginazione.

## Limiti della ricerca
Non sempre è possibile eseguire delle ricerche su uno specifico argomento o metodo, un esempio è l'efficacia del paracadute, dove gli studi effettuati evidenziano le limitazioni che si verificano in certi ambiti e le conclusioni risultano paradossali a causa della metodologia utilizzata nello studio (il paracadute non dimostra efficacia), oltre al fatto che tale studio se eseguito diversamente incorrere a problematiche riguardo alla preoccupazioni sia etiche che pratiche, questo articolo è un monito su come i dati scientifici devono essere interpretati, infatti uno studio del genere porterebbe la comunità scientifica e interrompere l'utilizzo routinario del paracadute, ma l'obiettivo della pubblicazione è quello di invitare ad analizzare la situazione in cui lo studio è stato condotto, dove nei casi in cui si inserisce una variabile, non possiamo davvero prevedere che cosa potrebbe succede, e come sempre, sono necessari ulteriori studi prima di trarre delle conclusioni, inoltre vi è anche il fatto che l'efficacia del paracadute è ben comprovata e solida grazie alla pratica perpetrata da lungo tempo e non è eticamente accettabile eseguire dei test randomizzati.